# White Girl (2008)
White Girl ist ein BBC-Film in der BBC-Reihe White Season über die weiße Arbeiterklasse in Großbritannien und porträtiert aus Sicht der elfjährigen Leah eine weiße Familie, die von Leeds in ein Viertel von Bradford zieht, das von Einwanderern südasiatischer Herkunft bewohnt wird.

## Handlung
Die psychisch labile und alkoholkranke Debbie, Mutter von drei Kindern von verschiedenen Vätern, verlässt fluchtartig ihren gewalttätigen Mann, den Kleinkriminellen Stevie, und zieht zu ihrer Mutter nach Bradford. Diese wohnt in einem Immigrantenviertel der nordenglischen Industriestadt. Leah reagiert zunächst irritiert, als sie sich mit einer ihr fremden Kultur konfrontiert sieht. Nach und nach erkennt sie, dass das Leben ihrer Nachbarn und Schulkameraden viel weniger chaotisch ist als das ihrer Mutter, die sich mit Putzjobs durchschlägt. Allmählich erfährt sie, dass der Islam ihr Halt und Ruhe gibt, was im starken Kontrast zum häuslichen Chaos steht. Sie freundet sich mit ihrer Nachbarin Yasmin an und besucht mit ihr gemeinsam die nahe gelegene Moschee. Dass sie plötzlich mehrmals täglich betet und ein Kopftuch trägt, stößt ihre Familie vor den Kopf. Als sich ihre Mutter wieder mit Stevie verträgt und dieser in die Wohnung einzieht, steht Leah vor der Entscheidung, ob sie sich wieder dem Leben ihrer Familie anpassen soll oder nicht. Vor die Wahl gestellt, das Kopftuch abzulegen, weigert sie sich und zieht zur Familie von Yasmin. Von dort aus beobachtet sie das ihr fremd werdende Leben von Debbie und ihrer Geschwister. Erst als Debbie erkennt, dass ihr Mann nun auch den jüngsten Sohn Adam als Drogenkurier missbraucht, schmeißt sie ihn aus der Wohnung und Leah kehrt zu ihrer Familie zurück.

## Auszeichnungen
Der Film wurde 2009 in der Kategorie Best Single Drama der British Academy Television Awards ausgezeichnet.

## Rezensionen
TV Spielfilm hielt dem Film die Darstellerleistungen und prägnante Inszenierung zugute, kritisierte aber, dass das plakative Drehbuch „wenig Raum für Zwischentöne“ lasse. Die „Weißen“ würden als „kaputte Choleriker“ dargestellt, die Muslime erschienen hingegen im Film als „gut, weise und souverän“.
The Independent schrieb:
„Obwohl White Girl eine Geschichte einer einzelnen fiktionalen Familie erzählt, spricht er darüber hinaus weitere soziale Themen an: von Rasse, Religion und was das im Großbritannien des 21. Jahrhunderts bedeutet.“
Although White Girl tells the story of a single fictional family, it touches upon several broader social issues – of race, of religion, of what it means to belong in 21st-century Britain.